# Варваровка (Красноградский район)
Варваровка (укр. Варварівка), село, 
Владимировский сельский совет, 
Красноградский район, 
Харьковская область.
Код КОАТУУ — 6323380502. Население по переписи 2001 года составляет 33 (15/18 м/ж) человека.

## Географическое положение
Село Варваровка находится на левом берегу реки Вшивенькая на расстоянии в 2 км от реки Вшивая (правый берег), на расстоянии в 2 км расположены сёла Александровка, Отрадовка, Лукашовка и Владимировка. 
Рядом с селом проходит автомобильная дорога М-18 (E 105).

## История
- 1835 — дата основания.